# Aorangia pudica
Aorangia pudica is een spinnensoort uit de familie Stiphidiidae. De soort komt voor in Nieuw-Zeeland.